# Liste des membres de la Convention sur l'avenir de l'Europe
Cette liste est celle des conventionnels telle qu'elle figure sur le site de la Convention européenne et correspond, sauf indication contraire, aux derniers titulaires nommés, en fonctions en juin 2003.
| Nom                                           | Pays               | Parti                                                                     | Affiliation      | Fonctions              |
| --------------------------------------------- | ------------------ | ------------------------------------------------------------------------- | ---------------- | ---------------------- |
| Valéry Giscard d'Estaing                      | France             | Union pour la démocratie française puis Union pour un mouvement populaire | PPE              | Président              |
| Giuliano Amato                                | Italie             | ancien Parti socialiste italien Indépendant                               | PSE              | Vice-président         |
| Jean-Luc Dehaene                              | Belgique           | Christen-Democratisch en Vlaams                                           | PPE              | Vice-président         |
| Michel Barnier                                | France             | Union pour un mouvement populaire                                         | PPE              | Commissaire européen   |
| António Vitorino                              | Portugal           | Parti socialiste                                                          | PSE              | Commissaire européen   |
| Peter Glotz (puis Joschka Fischer)            | Allemagne          | Parti social-démocrate d'Allemagne (puis Alliance 90 / Les Verts)         | PSE (puis Verts) | Membre de gouvernement |
| Hannes Farnleitner                            | Autriche           | Parti populaire autrichien                                                | PPE              | Membre de gouvernement |
| Louis Michel                                  | Belgique           | Mouvement réformateur                                                     | ELDR             | Membre de gouvernement |
| Henning Christophersen                        | Danemark           | Venstre                                                                   | ELDR             | Membre de gouvernement |
| Ana Palacio                                   | Espagne            | Parti populaire                                                           | PPE              | Membre de gouvernement |
| Teija Tiilikainen                             | Finlande           | ??                                                                        | ??               | Membre de gouvernement |
| Pierre Moscovici (puis Dominique de Villepin) | France             | Parti socialiste (puis Union pour un mouvement populaire)                 | PSE (puis PPE)   | Membre de gouvernement |
| Yeóryios Katiforis                            | Grèce              | Mouvement socialiste panhellénique                                        | PSE              | Membre de gouvernement |
| Ray Mac Sharry                                | Irlande            | Fianna Fáil                                                               | UEN              | Membre de gouvernement |
| Gianfranco Fini                               | Italie             | Alliance nationale                                                        | UEN              | Membre de gouvernement |
| Jacques Santer                                | Luxembourg         | Parti populaire chrétien-social                                           | PPE              | Membre de gouvernement |
| Hans van Mierlo                               | Pays-Bas           | Démocrates 66                                                             | ELDR             | Membre de gouvernement |
| João de Vallera (puis Ernâni Lopes)           | Portugal           | Parti socialiste                                                          | PSE              | Membre de gouvernement |
| Peter Hain                                    | Royaume-Uni        | Parti travailliste                                                        | PSE              | Membre de gouvernement |
| Lena Hjelm-Wallén                             | Suède              | Parti social-démocrate suédois des travailleurs                           | PSE              | Membre de Gouvernement |
| Meglena Kouneva                               | Bulgarie           | Mouvement national Siméon II                                              | ELDR             | Membre de Gouvernement |
| Danuta Hübner                                 | Pologne            | Indépendante                                                              |                  | Membre de Gouvernement |
| Hildegard Puwak                               | Roumanie           | Parti social-démocrate                                                    | PSE              | Membre de Gouvernement |
| Sandra Kalniete                               | Lettonie           | Nouvelle Ère                                                              | PPE              | Membre de Gouvernement |
| Michális Attalídis                            | Chypre             | Indépendant                                                               |                  | Membre de Gouvernement |
| Lennart Meri                                  | Estonie            | Union de la patrie                                                        | PPE              | Membre de Gouvernement |
| Péter Balázs                                  | Hongrie            | Indépendant                                                               |                  | Membre de Gouvernement |
| Rytis Martikonis                              | Lituanie           | Indépendant                                                               |                  | Membre de Gouvernement |
| Peter Serracino Inglott                       | Malte              | Indépendant                                                               |                  | Membre de Gouvernement |
| Jan Kohout                                    | République tchèque | Parti social-démocrate tchèque                                            | PSE              | Membre de Gouvernement |
| Ján Figeľ (puis Ivan Korčok)                  | Slovaquie          | Mouvement chrétien-démocrate                                              | PPE              | Membre de Gouvernement |
| Dimitrij Rupel                                | Slovénie           | Démocratie libérale slovène                                               | ELDR             | Membre de Gouvernement |
| Abdullah Gül                                  | Turquie            | Parti de la justice et du développement                                   | PPE              | Membre de Gouvernement |
| Erwin Teufel                                  | Allemagne          | Union chrétienne-démocrate d'Allemagne                                    | PPE              | Membre de Parlement    |
| Jürgen Meyer                                  | Allemagne          | Parti social-démocrate d'Allemagne                                        | PSE              | Membre de Parlement    |
| Caspar Einem                                  | Autriche           | Parti social-démocrate d'Autriche                                         | PSE              | Membre de Parlement    |
| Reinhard Bösch                                | Autriche           | Parti de la liberté d'Autriche                                            | Extrême droite   | Membre de Parlement    |
| Elio Di Rupo                                  | Belgique           | Parti socialiste                                                          | PSE              | Membre de Parlement    |
| Karel De Gucht                                | Belgique           | Open Vlaamse Liberalen en Democraten                                      | ELDR             | Membre de Parlement    |
| Henrik Dam Kristensen                         | Danemark           | Sociaux-démocrates                                                        | PSE              | Membre de Parlement    |
| Peter Skaarup                                 | Danemark           | Parti populaire danois                                                    | UEN              | Membre de Parlement    |
| Gabriel Cisneros                              | Espagne            | Parti populaire                                                           | PPE              | Membre de Parlement    |
| Josep Borrell                                 | Espagne            | Parti socialiste ouvrier espagnol                                         | PSE              | Membre de Parlement    |
| Kimmo Kiljunen                                | Finlande           | Parti social-démocrate de Finlande                                        | PSE              | Membre de Parlement    |
| Matti Vanhanen                                | Finlande           | Parti du centre                                                           | ELDR             | Membre de Parlement    |
| Hubert Haenel                                 | France             | Union pour un mouvement populaire                                         | PPE              | Membre de Parlement    |
| Alain Barrau                                  | France             | Parti socialiste                                                          | PSE              | Membre de Parlement    |
| Paraskevás Avgerinós                          | Grèce              | Mouvement socialiste panhellénique                                        | PSE              | Membre de Parlement    |
| Marietta Yiannakou-Koutsikou                  | Grèce              | Nouvelle Démocratie                                                       | PPE              | Membre de Parlement    |
| John Bruton                                   | Irlande            | Fine Gael                                                                 | PPE              | Membre de Parlement    |
| Proinsias De Rossa                            | Irlande            | Parti travailliste                                                        | PSE              | Membre de Parlement    |
| Lamberto Dini                                 | Italie             | La Marguerite (Rinnovamento italiano)                                     | ELDR             | Membre de Parlement    |
| Marco Follini                                 | Italie             | Union de centre                                                           | PPE              | Membre de Parlement    |
| Ben Fayot                                     | Luxembourg         | Parti ouvrier socialiste luxembourgeois                                   | PSE              | Membre de Parlement    |
| Paul Helminger                                | Luxembourg         | Parti démocratique                                                        | ELDR             | Membre de Parlement    |
| Frans Timmermans                              | Pays-Bas           | Parti travailliste                                                        | PSE              | Membre de Parlement    |
| René van der Linden                           | Pays-Bas           | Appel chrétien-démocrate                                                  | PPE              | Membre de Parlement    |
| Alberto Costa                                 | Portugal           | Parti socialiste                                                          | PSE              | Membre de Parlement    |
| Eduarda Azevedo                               | Portugal           | Parti social-démocrate                                                    | PPE              | Membre de Parlement    |
| David Heathcoat-Amory                         | Royaume-Uni        | Parti conservateur                                                        | PPE              | Membre de Parlement    |
| Gisela Stuart                                 | Royaume-Uni        | Parti travailliste                                                        | PSE              | Membre de Parlement    |
| Göran Lennmarker                              | Suède              | Modérés                                                                   | PPE              | Membre de Parlement    |
| Sören Lekberg                                 | Suède              | Parti social-démocrate suédois des travailleurs                           | PSE              | Membre de Parlement    |
| Tunne Kelam                                   | Estonie            | Union de la patrie                                                        | PPE              | Membre de Parlement    |
| Rein Lang                                     | Estonie            | Parti de la réforme d'Estonie                                             | ELDR             | Membre de Parlement    |
| Alexandru Athanasiu                           | Roumanie           | Parti social-démocrate                                                    | PSE              | Membre de Parlement    |
| Puiu Hașotti                                  | Roumanie           | Parti national libéral                                                    | ELDR             | Membre de Parlement    |
| Daniel Valtchev                               | Bulgarie           | Mouvement national Siméon II                                              | ELDR             | Membre de Parlement    |
| Nikolaï Mladenov                              | Bulgarie           | Union des forces démocratiques                                            | PPE              | Membre de Parlement    |
| Panagiótis Dimitríou                          | Chypre             | Rassemblement démocrate                                                   | PPE              | Membre de Parlement    |
| Eléni Mávrou                                  | Chypre             | Parti progressiste des travailleurs                                       | GUE/NGL          | Membre de Parlement    |
| Jozsef Szajer                                 | Hongrie            | Fidesz-Union civique hongroise                                            | PPE              | Membre de Parlement    |
| Pal Vastagh                                   | Hongrie            | Parti socialiste hongrois                                                 | PSE              | Membre de Parlement    |
| Edvins Inkens                                 | Lettonie           | Voie lettonne                                                             | ELDR             | Membre de Parlement    |
| Rihards Pīks                                  | Lettonie           | Parti populaire                                                           | PPE              | Membre de Parlement    |
| Alvydas Medalinskas                           | Lituanie           | Union libérale de Lituanie                                                | ELDR             | Membre de Parlement    |
| Vytenis Andriukaitis                          | Lituanie           | Parti social-démocrate lituanien                                          | PSE              | Membre de Parlement    |
| Alfred Sant                                   | Malte              | Parti travailliste                                                        | PSE              | Membre de Parlement    |
| Michael Frendo                                | Malte              | Parti nationaliste                                                        | PPE              | Membre de Parlement    |
| Edmund Wittbrodt                              | Pologne            | Blok Senat 2001                                                           | non-inscrit      | Membre de Parlement    |
| Józef Oleksy                                  | Pologne            | Alliance de la gauche démocratique                                        | PSE              | Membre de Parlement    |
| Jan Zahradil                                  | République tchèque | Parti démocratique civique                                                | PPE              | Membre de Parlement    |
| Josef Zieleniec                               | République tchèque | Union des indépendants et Démocrates européens                            | PPE              | Membre de Parlement    |
| Pavol Hamzik                                  | Slovaquie          | Direction - Social-démocratie                                             | ??               | Membre de Parlement    |
| Irena Belohorská                              | Slovaquie          | Parti populaire - Mouvement pour une Slovaquie démocratique               | non-inscrite     | Membre de Parlement    |
| Alojz Peterle                                 | Slovénie           | Nouvelle Slovénie                                                         | PPE              | Membre de Parlement    |
| Slavko Gaber                                  | Slovénie           | Démocratie libérale slovène                                               | ELDR             | Membre de Parlement    |
| Zekeriya Akcam                                | Turquie            | Parti de la justice et du développement                                   | PPE              | Membre de Parlement    |
| Kemal Derviş                                  | Turquie            | Parti républicain du peuple                                               | PSE              | Membre de Parlement    |
| Elmar Brok                                    | Allemagne          | Union chrétienne-démocrate d'Allemagne                                    | PPE              | Député européen        |
| Klaus Hänsch                                  | Allemagne          | Parti social-démocrate d'Allemagne                                        | PSE              | Député européen        |
| Sylvia-Yvonne Kaufmann                        | Allemagne          | Parti du socialisme démocratique                                          | GUE/NGL          | Député européen        |
| Johannes Voggenhuber                          | Autriche           | Les Verts - L'Alternative verte                                           | Verts            | Député européen        |
| Jens-Peter Bonde                              | Danemark           | Mouvement de juin                                                         | EDD              | Député européen        |
| Anne Van Lancker                              | Belgique           | Socialistische Partij Anders                                              | PSE              | Député européen        |
| Íñigo Méndez de Vigo                          | Espagne            | Parti populaire                                                           | PPE              | Député européen        |
| Alain Lamassoure                              | France             | Union pour un mouvement populaire                                         | PPE              | Député européen        |
| Olivier Duhamel                               | France             | Parti socialiste                                                          | PSE              | Député européen        |
| Antonio Tajani                                | Italie             | Forza Italia                                                              | PPE              | Député européen        |
| Cristiana Muscardini                          | Italie             | Alliance nationale                                                        | UEN              | Député européen        |
| Hanja Maij-Weggen                             | Pays-Bas           | Appel chrétien-démocrate                                                  | PPE              | Député européen        |
| Luis Marinho                                  | Portugal           | Parti socialiste                                                          | PSE              | Député européen        |
| Andrew Duff                                   | Royaume-Uni        | Libéraux-démocrates                                                       | ELDR             | Député européen        |
| Timothy Kirkhope                              | Royaume-Uni        | Parti conservateur                                                        | PPE              | Député européen        |
| Linda McAvan                                  | Royaume-Uni        | Parti travailliste                                                        | PSE              | Député européen        |